# مارلوس
مارلوس روميرو بونفيم لاعب كرة قدم برازيلي ولد بمدينة ساو جوزيه دوس بينياس سنة 1988. يلعب في مركز الظهير الأيسر في فريق شاختار دونيتسك منذ سنة 2014.

## روابط خارجية
- مارلوس على موقع الاتحاد الدولي (مؤرشف)  (الإنجليزية)
- مارلوس على موقع الاتحاد الأوربي (الإنجليزية)
- مارلوس على موقع اتحاد أوكرانيا (الإنجليزية)
- مارلوس على موقع قاعدة بيانات كرة القدم.إي يو (الإنجليزية)
- مارلوس على موقع ليكيب (الفرنسية)
- مارلوس على موقع ناشيونال فوتبول تيمز (الإنجليزية)
- مارلوس على موقع Soccerbase.com (لاعب) (الإنجليزية)
- مارلوس على موقع Soccerway.com (الإنجليزية)
- مارلوس على موقع عالم كرة القدم.نت (الإنجليزية)
- مارلوس على موقع كووورة